# بوب ميلر (لاعب كرة قدم أمريكية)
بوب ميلر (بالإنجليزية: Bob Miller)‏ هو لاعب كرة قدم أمريكية أمريكي، ولد في 11 ديسمبر 1929 في نوروولك في الولايات المتحدة، وتوفي في 7 أغسطس 2006 في كلاركستون في الولايات المتحدة بسبب سرطان.

## وصلات خارجية
- بوب ميلر على موقع مرجع كرة القدم المحترفة.كوم (الإنجليزية)